# ヨルク
ヨルクまたはヨーク (ドイツ語: Jork, ドイツ語発音: [jɔrk]) は、ドイツ連邦共和国ニーダーザクセン州のシュターデ郡に属す町村（以下、本項では便宜上「町」と記述する）である。ハンブルクと境を接し、アルテス・ラントの中心的役割を担っている。ヨーロッパ最大の果樹栽培地の一つである。

## 地理

### 市の構成
ヨルクは7つの町区で構成される。ヨルク、ボルステル、ラーデコプ、エステブリュッゲ、ケーニヒライヒ、ホーフェ、モーレンデである。3つの教会組織がヨルクにはある。ヨルクの聖マティアス教会、ボルステルの聖ニコライ教会、エステブリュッゲの聖マルティーニ教会である。

## 歴史
この町は1221年に初めて文献に記録されている。この町はその後発展し、やがてアルテス・ラントの行政中心となった。1885年にプロイセン王国のヨルク郡の郡庁所在地となった。この郡はアルテス・ラントの他にブクステフーデ市やノイラントをも包含した。1932年にヨルクは行政中心としての機能を喪失した。ヨルク郡は廃止され、エステ川の西側はシュターデ郡に、東部はハールブルク郡に編入された。1972年にはヨルク区裁判所も廃止された。
現在の単一自治体としてのヨルクは1972年7月1日に記述の7つの町村（現在の町区）が合併して成立した。
アルテス・ラントのヨルクは、多くの新品種リンゴの開発地である。1951年に開発されたグロスター69は、この町の連邦立モーレンデ果樹栽培試験場で創られた品種である。1955年のヤンバという品種もここを起源とする。

## 行政

### 議会
ヨルクの町議会は28人の議員と町長の計29人で構成されている。

### 首長
町長は、2019年11月1日からマティアス・リール（無所属）が務めている。任期は8年である。

### 紋章
この町の紋章は上下二分割で構成されている。上部は青地で、斜め十字に組み合わされた2本の銀の切妻状の板。その上部は向かい合った白鳥の頭部が象られている。下部は銀地で、一番下の基部が緑色。2つの赤い宣誓する形の手が赤い鋤を挟んでいる。ヨルクの紋章はこの町で育った画家で彫刻家のカルステン・エッガースによってデザインされた。

## 文化と見所

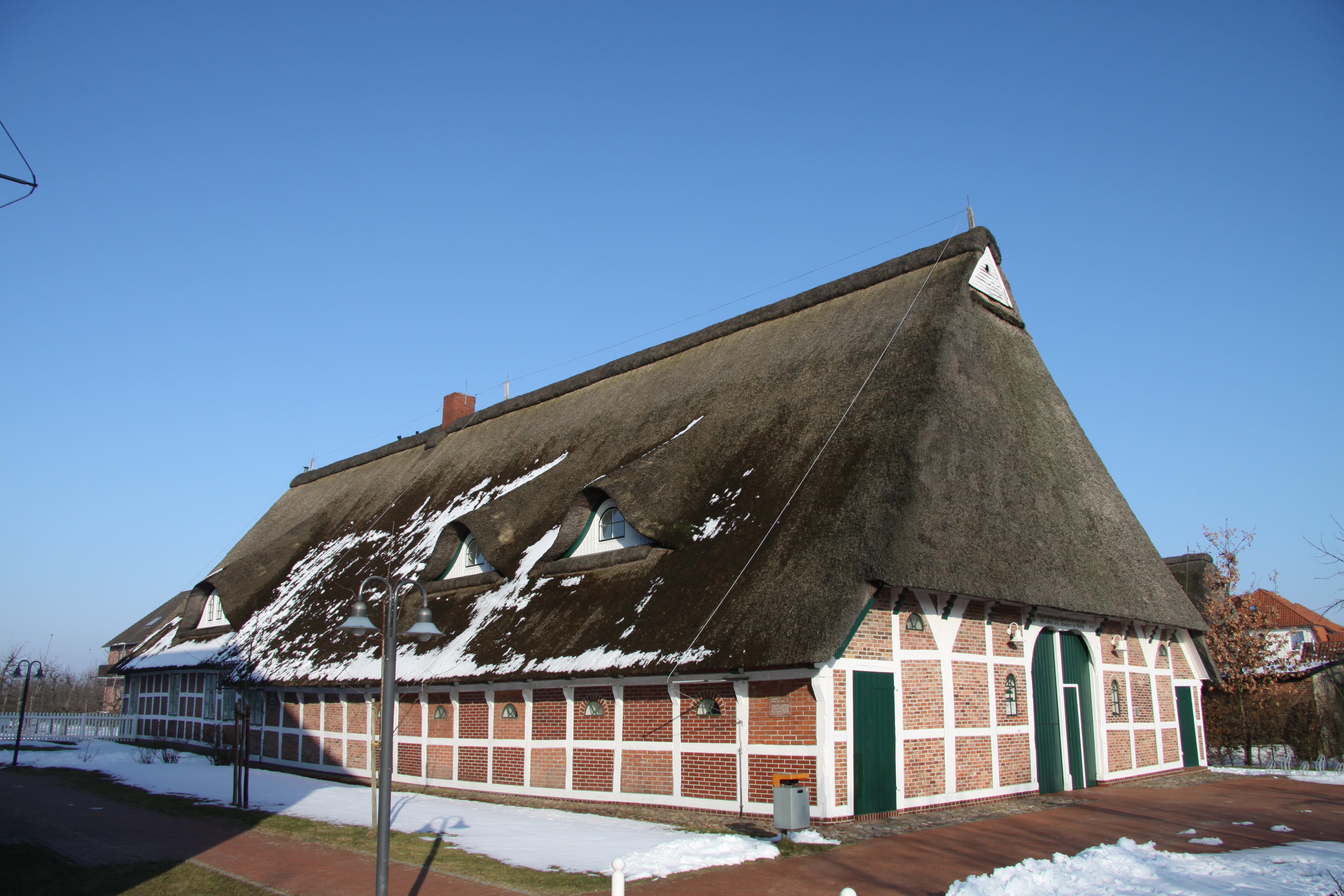
アルテス・ラント博物館

### 博物館
- ヨルク・アルテス・ラント博物館
- ボルステル近郊のボルステラー・ビンネンエルベ・ウント・グローセス・ブラック自然保護区

### 建造物

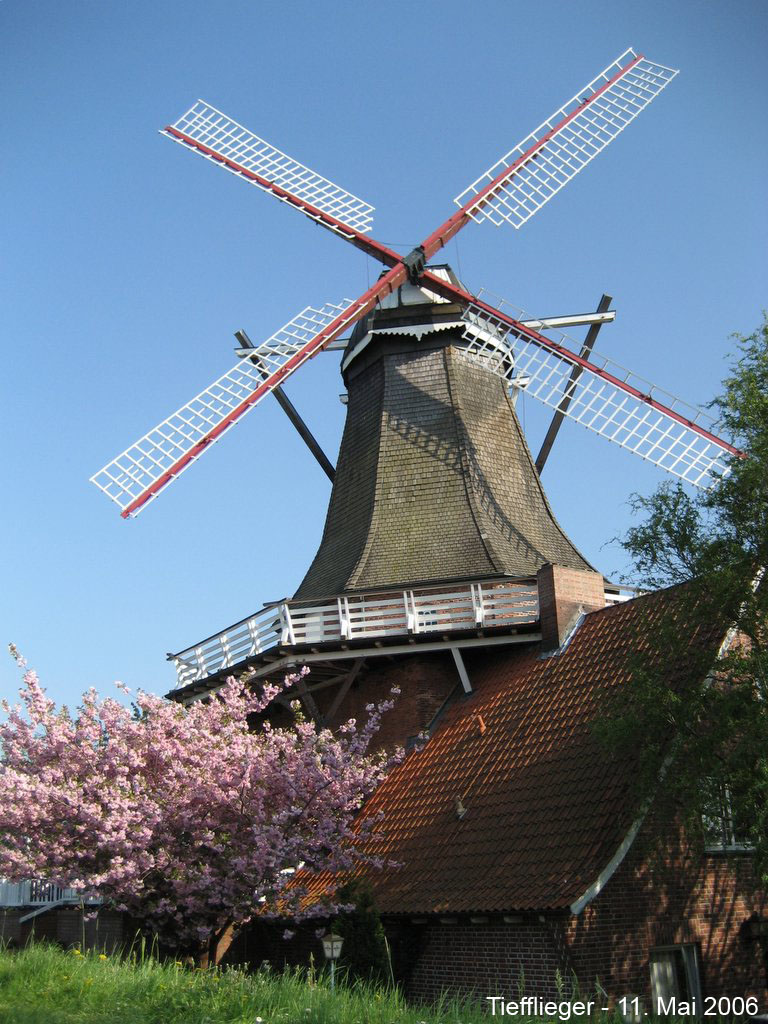
ボルステル地区の風車

アルテス・ラントの全域には良く手入れされた木組み建築が遺されている。これらの建築は「アルトレンダー・トーレン」（アルテスラントの門）と呼ばれる豪華な玄関を備えている。広大な果樹園や（歴史的な）農場沿いにオプストマルシェンヴェク（果樹栽培地の道）が通っている。観光地の一つに風車があるボルステル地区のシュラフ堤防がある。グレーフェンホーフとも呼ばれる町役場は、12世紀にまでその歴史を遡ることができる際だった建物である。特に2階の結婚式場は、良好で様式をよく遺した状態で保存されている。
モーレンデ地区には17世紀初めからエステブルク城がある。エルベ川の堤防近くには、ツヴィーレンフレート、リューエ、ミールシュタックに古い灯台が遺されている。

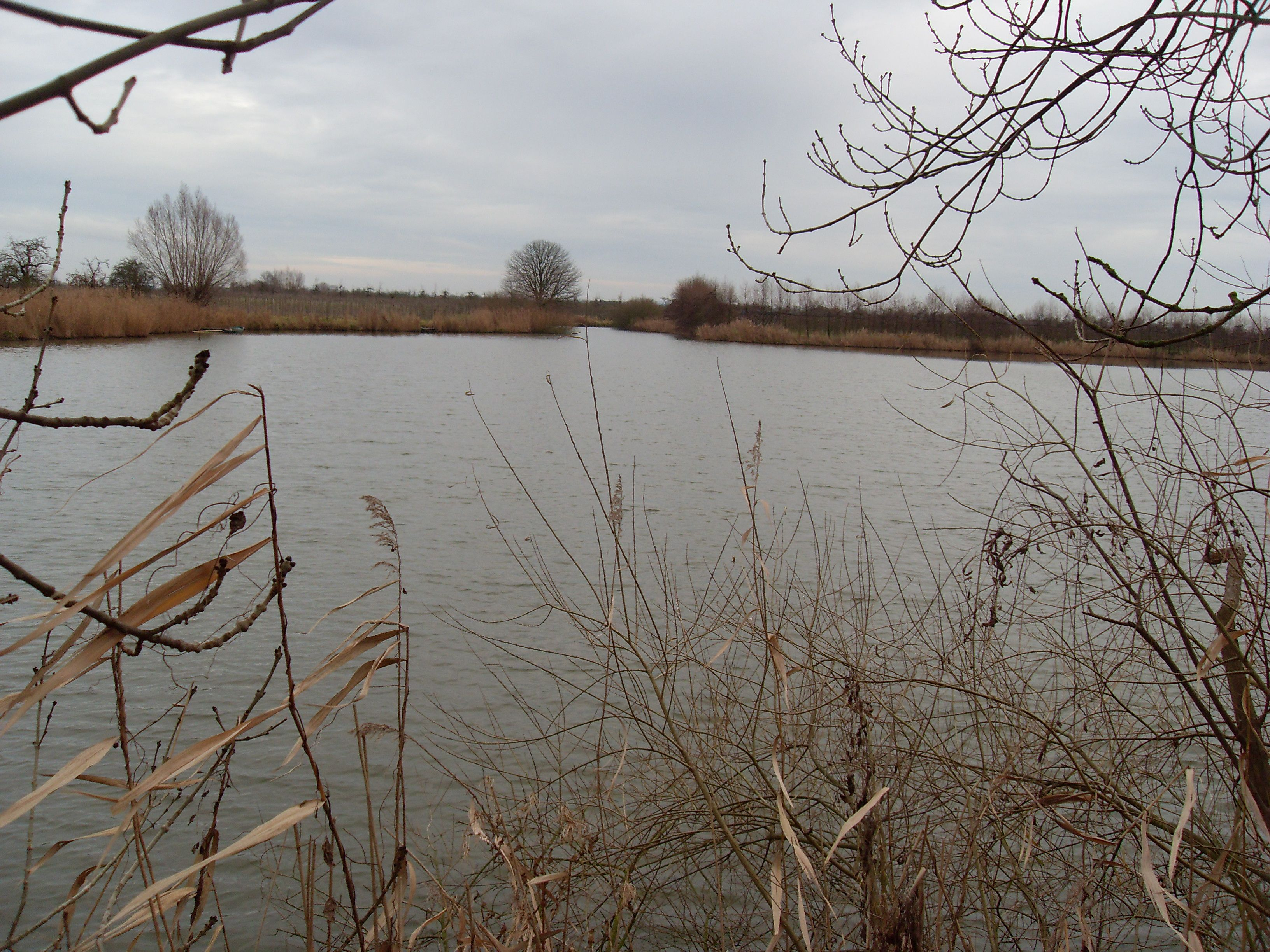
ボルステラー・ビンネンエルベ・ウント・グローセス・ブラック自然保護区
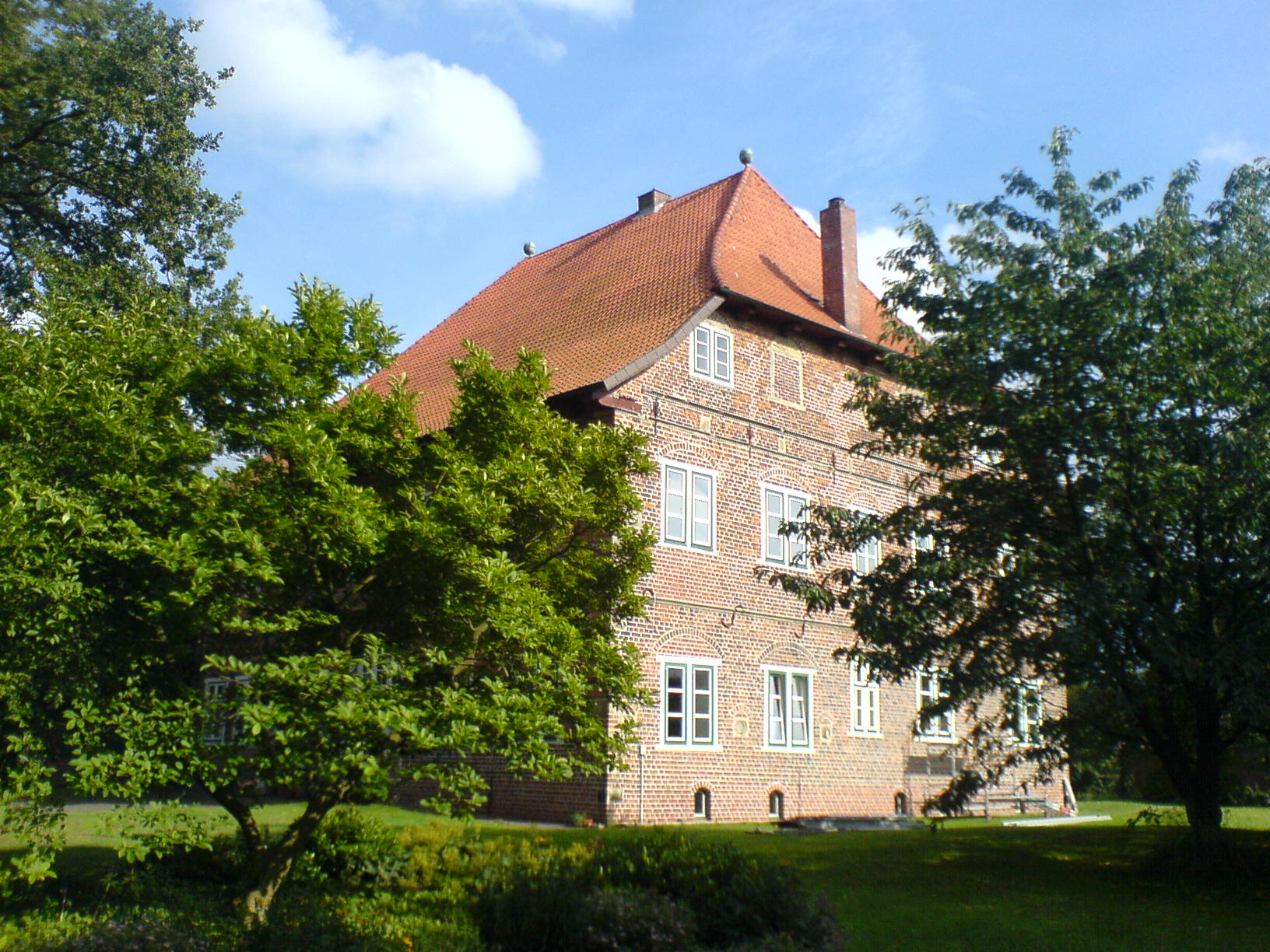
エステブルク城
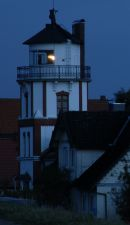
ミールシュタックの灯台

## 経済と社会資本

### 交通
ヨルクには、ハンブルク交通連盟に加盟しているクラフトフェアケールGmbHシュターデ (KVG) が運営する4系統の乗り合いバスが運行している。
- 257系統: ヨルク - ハンブルク＝ノイエンフェルデ - Sバーン・ハンブルク＝ノイグラーベン
- 2030系統: ブクステフーデ - ダムハウゼン - ヨルク - ボルステル - シュタインキルヒェン（平日のみ）
- 2031系統: ヨルク - エステブリュッゲ - ブクステフーデ（平日のみ）
- 2357系統: シュターデ - ホレルン＝ツヴィーレンフレート - シュタインキルヒェン - ヨルク - ハンブルク＝クランツ

## 人物
1776年に、作家ゴットホルト・エフライム・レッシングとエーファ・ケーニヒとの結婚がヨルクで行われた。これを記念して1992年から毎年11月にレッシング会議が行われている。この他にもオットー・ヴァールケスや司会者のエルトンら、多くの著名人がこの町で結婚式を挙げた。